# UHY東京監査法人
UHY東京監査法人（ユーエイチワイとうきょうかんさほうじん、UHY Tokyo&Co）は、日本における中堅監査法人である。

## 概略
愛知県豊橋市のサンエー監査法人を出発点とし、中堅監査法人の中では比較的規模の大きな監査法人として発展した。海外提携先は2011年よりUHY Internationalである。
当法人は、人員数が少ないながらも監査報酬1億円超の大きなクライアントを複数有しており、人員数のわりに売上高が大きいという特徴がある。しかし業容が拡大する中、法人全体の業務を少人数で分担せざるを得ず、品質管理が不十分であるなどとして金融庁より運営が著しく不当であるとして処分を受けた。
また「報酬依存度」の規制強化（報酬依存度が5年連続で15％を超える場合は、監査人は強制辞任）を盛り込んだ改正倫理規則が2023年（令和5年）4月1日より施行されている。当法人においてはパン・パシフィック・インターナショナルホールディングスの監査報酬が売上高に占める割合は26%程度と基準を大きく上回っている。この規制をクリアするためには法人全体の年間売上高を17.5億円程度まで引き上げなければならず、喫緊の経営課題となっている。
- 主たる事務所（東京事務所） -東京都品川区上大崎3-1-1　JR東急目黒ビル4F
- 名古屋事務所 - 愛知県名古屋市中区栄2-1-1 日土地名古屋ビル4F
- 人員数 - 2025年3月31日現在 社員11名、公認会計士職員12名
- 監査クライアント数 - 2025年3月31日現在 87社（うち上場監査18社）

### 主な金商法監査クライアント
有価証券報告書より、最近の監査報酬上位10社を以下に示す。
| 順位 | 会社名                                                 | 業種       | 2024年度監査報酬 | 前身所属ならびに監査継続期間                      |
| ---- | ------------------------------------------------------ | ---------- | ---------------- | ------------------------------------------------- |
| 1    | パン・パシフィック・インターナショナルホールディングス | 小売       | 2億7,100万円     | 2001年6月期以降                                   |
| 2    | ユニバーサルエンターテインメント                       | 機械       | 1億200万円       | 2010年3月期以降（五大→ビーエー）                  |
| 3    | クシム                                                 | 情報・通信 | 7,880万円        | 2020年10月期以降（EY新日本→UHY東京）※2410期で辞任 |
| 4    | ナイス                                                 | 卸売       | 6,600万円        | 2021年3月期以降（原会計→UHY東京）                 |
| 5    | Shinwa Wise Holdings                                   | サービス   | 6,500万円        | 2013年5月期以降（新日本→UHY東京）                 |
| 6    | ジェイドグループ                                       | 小売       | 4,200万円        | 2022年2月期以降（トーマツ→UHY東京）               |
| 7    | NEW ART HOLDINGS                                       | 小売       | 4,100万円        | 1999年3月期以降                                   |
| 8    | ネクスグループ                                         | 電気機器   | 3,300万円        | 2019年11月期以降（東光→UHY東京）                  |
| 9    | テリロジーホールディングス                             | 情報・通信 | 3,100万円        | 上場以来                                          |
| 10   | 丸八ホールディングス                                   | 繊維製品   | 3,000万円        | 2019年3月期以降（新日本→UHY東京）                 |

## 沿革
- 1984年4月 - 愛知県豊橋市にサンエー監査法人設立。
- 1995年12月 - 東京事務所設置、豊橋事務所が本店。
- 1997年11月- 京都事務所設置。
- 1999年9月 - 本店を東京に移転。
- 1999年12月 - 法人名称をサンエー監査法人からビーエー監査法人へ変更。
- 2007年7月 - 奥多摩事務所設置。
- 2008年3月- 豊橋事務所閉鎖。
- 2011年2月 - UHY Internationalとの提携開始。
- 2011年6月 - 法人名称をビーエー監査法人からUHY東京監査法人へ変更。
- 2012年6月 - 奥多摩事務所閉鎖。
- 2019年9月 - 名古屋事務所設置。
- 2022年6月 - 京都事務所閉鎖。運営が著しく不当なものとして、金融庁より業務改善命令処分を受ける。[1]
- 2025年1月- 2025年7月1日をもって監査法人ハイビスカス東京事務所と経営統合することを発表。[2]